# 重複障害
重複障害（ちょうふくしょうがい）とは、医学用語から派生したものとしている「障害」を2つ以上併せ有することをいう。ただし、厚生行政と学校教育法では、定義が異なる。

## 厚生行政における重複障害
厚生行政における重複障害は、次のうち2つ以上を併せ有する場合をいう。
- 視覚
- 聴覚または平衡機能
- 音声・言語または咀嚼機能
- 肢体不自由
- 内部障害
- 知的障害
- 精神障害

児童福祉法上、重度の知的障害と重度の肢体不自由を合わせ有する場合、重症心身障害と呼ばれる。

## 学校教育法における重複障害
学校教育においては、次のうち2つ以上を併せ有する場合をいう。
- 視覚障害
- 聴覚障害
- 知的障害
- 肢体不自由
- 病弱(身体虚弱を含む)

場合によっては、上述の5つのいずれかあるいは複数の障害に加え、発達障害（学習障害(LD)、注意欠陥・多動性障害(ADHD)、高機能広汎性発達障害(高機能PDD)）を引き起こしている場合も「重複障害」としてみなされる場合もある。このため、特別支援学校教諭教育職員免許状における教職課程では、通常、「重複・発達等」領域の中に、発達障害に関する科目が設定されている。